# Kalinin-Denkmal (Kaliningrad)

Das Kalinin-Denkmal auf dem Vorplatz des Kaliningrader Südbahnhofs

Das Kalinin-Denkmal in der russischen Stadt Kaliningrad, dem früheren Königsberg, steht auf dem Vorplatz des Südbahnhofs, dem ploschtschad Kalinina.
Die überlebensgroße Bronzefigur des ehemaligen formellen Staatsoberhauptes der Sowjetunion M. I. Kalinin, nach welchem die Stadt benannt ist, steht auf einem rosafarbenen Granitsockel, auf dem das Wappen der Sowjetunion prangt. Die Figur schaut nach Osten.
Errichtet wurde die Statue im Jahr 1959. Die Figur wurde vom Bildhauer Boris Jedunow (1921–1982) geschaffen, die Architektur der Anlage oblag A. W. Guljajew.

## Entstehungsgeschichte
Nach dem Tod Kalinins im Jahr 1946 waren auf Anordnung des Ministerrates der Sowjetunion Kalinin-Denkmäler in Moskau, dem damaligen Leningrad und dem damaligen Kalinin errichtet worden. Auch in anderen sowjetischen Städten entstanden solche Denkmäler.
Anlässlich des fünften Jahrestages der Einrichtung der Oblast Kaliningrad fasste das Oblastkomitee der Kommunistischen Partei der Russischen Sozialistischen Föderativen Sowjetrepublik den formellen Beschluss, ein solches Denkmal auf dem Vorplatz des Kaliningrader Südbahnhofs zu errichten. In einem formellen Schreiben an den stellvertretenden Präsidenten des Ministerrates der Sowjetunion N. A. Bulganin wurde um die Erlaubnis gebeten, im Jahr 1952 das Denkmal errichten zu können. Zur Fertigstellung dieses Denkmals kam es aber erst am 5. Dezember 1959.